# Samaiões
Samaiões é uma povoação portuguesa do Município de Chaves que foi sede da extinta Freguesia de Samaiões, freguesia que tinha 8,75 km² de área e 1 318 habitantes (2011), e, por isso, uma densidade populacional de 150,6 hab/km².
A Freguesia de Samaiões foi extinta em 2013, no âmbito de uma reforma administrativa nacional, tendo sido agregada à Freguesia de Madalena, para formar uma nova freguesia com sede em Madalena denominada União das Freguesias de Madalena e Samaiões, bem como perdeu a parte oeste do seu território para a freguesia de Santa Maria Maior.

## População
| Número de habitantes | Número de habitantes | Número de habitantes | Número de habitantes | Número de habitantes | Número de habitantes | Número de habitantes | Número de habitantes | Número de habitantes | Número de habitantes | Número de habitantes | Número de habitantes | Número de habitantes | Número de habitantes | Número de habitantes |
| -------------------- | -------------------- | -------------------- | -------------------- | -------------------- | -------------------- | -------------------- | -------------------- | -------------------- | -------------------- | -------------------- | -------------------- | -------------------- | -------------------- | -------------------- |
| 1864                 | 1878                 | 1890                 | 1900                 | 1911                 | 1920                 | 1930                 | 1940                 | 1950                 | 1960                 | 1970                 | 1981                 | 1991                 | 2001                 | 2011                 |
| 529                  | 544                  | 678                  | 655                  | 719                  | 698                  | 962                  | 978                  | 1 001                | 1 346                | 1 485                | 1 118                | 694                  | 1 353                | 1 318                |

(Obs.: Número de habitantes "residentes", ou seja, que tinham a residência oficial nesta freguesia à data em que os censos  se realizaram.)